# Emily Deschanel
Emily Erin Deschanel (Los Angeles, 11 oktober 1976) is een Amerikaanse actrice.
Haar ouders zijn Caleb Deschanel, een cameraman en Academy Award-nominee, en Mary Jo Weir, een actrice. Ze heeft één zus, Zooey Deschanel. Haar grootvader van vaders kant was van Franse afkomst. Ze heeft tevens Ierse voorouders. Deschanel is afgestudeerd aan Boston University.
Ze maakte haar debuut op het witte scherm in 1994, in de film It Could Happen to You. Sindsdien is de erkenning voor haar als actrice gegroeid, en in oktober 2004 werd ze door Interview Magazine gekozen tot een van de zes actrices om naar uit te kijken.
Naast het spelen in films heeft Deschanel ook enkele keren een gastrol gehad in televisieseries als Crossing Jordan en Law & Order: Special Victims Unit. Anno 2005 speelt Deschanel de hoofdrol in de FOX-serie Bones, als forensisch antropoloog Temperance Brennan. Haar personage is gebaseerd op dat van de echte antropoloog Kathy Reichs.
Ze is een veganiste. Op 25 september 2010 trouwde ze met acteur en schrijver David Hornsby. Het paar kreeg in 2011 en in 2015 een zoon.